# ادگار آلان
ادگار آلان (Edgar Allan) (زادهٔ ۲۶ فوریه ۱۸۴۲ – درگذشتهٔ ۲۸ اکتبر ۱۹۰۴)، از انگلستان به ایالات متحده مهاجرت نموده و در جریان جنگ داخلی آمریکا به عنوان سرباز خدمت نمود، در ویرجینیا ساکن شده و در آنجا به یک وکیل، دهقان و سیاستمدار پیشتاز جمهوری‌خواه مبدل شد. وی در کنوانسیون قانون اساسی ۱۸۶۸ ویرجینیا و یک دوره در مجلس سنای ویرجینیا خدمت کرد. وی همچنین به عنوان دادستان مشترک‌المنافع ویرجینیا برای شهرستان پرنس ادوارد، در چندین سمت در ارتش بزرگ جمهوری و برای مدت کوتاه به عنوان دادستان ایالات متحده برای ناحیه شرقی ویرجینیا خدمت کرد.

## اوایل زندگی و خانواده
ادگار که در شهر بیرمنگام، انگلستان از جان آلان و همسر وی آن آلان به‌دنیا آمد، باسواد بود و یک حروف‌چین شد. با این حال، او تصمیم گرفت تا به ایالات متحده مهاجرت کند.
او در ۶ فوریه ۱۸۶۷ با همسرش ماری ادینا لاند اهل کنتاکی (۱۸۵۲ – ۱۹۳۶ میلاد) ازدواج کرد، کسی که برای وی سه دختر (دو تن آنها هنگام مرگ پدر در قید حیات بودند) و در ۱۸۷۵ میلادی یک پسر به‌دنیا آورد که نام پدرش را بر وی گذاشتند (ادگار آلان جونیور، ۱۸۷۵ – ۱۹۳۱ میلادی).

## نظامی
آلان در ۱۸۶۳ میلادی به ایالات متحده مهاجرت نموده و چند ماه بعد به‌طور داوطلبانه در سواره نظام هفتم میشیگان که تحت رهبری جورج آرمسترانگ کاستر بود، ثبت نام کرد. وی در اواخر ۱۸۶۴ میلادی در نبرد شپهردستوون زخمی شد، اما دوباره به خدمت بازگشته و با پایان جنگ از ارتش مرخص گردید، اما تأثیرات آن تا پایان زندگی با وی ماند.

## حرفه
پس از پایان جنگ، آلان به شهرستان پرنس ادوارد نقل مکان نموده و مزرعهٔ را در آنجا خریداری کرد. او در رشته حقوق آموزش دیده و وارد حوزه قضایی ویرجینیا شد، پس از آن به مرکز شهرستان پرنس ادوارد نقل مکان کرد. در ۱۸۶۷ میلادی، رأی‌دهندگان شهرستان پرنس ادوارد او و یک آمریکایی آفریقایی‌تبار به‌نام جیمز دبلیو. دی. بلاند را به عنوان نمایندگان خود در کنوانسیون قانون اساسی ۱۸۶۸ ویرجینیا انتخاب نمودند، برگزاری این کنوانسیون از آن جهت ضروری بود که قانون اساسی ۱۸۵۰ ویرجینیا به‌طور صریح برده‌داری را مجاز می‌دانست و کنگره ایالات متحده تا زمانی که این موضوع تصحیح نمی‌شد، عضویت ویرجینیا را در اتحادیه دوباره نمی‌پذیرفت (و نه هیچ‌یک از نمایندگان آنها را قبول می‌کرد). در جریان جنگ داخلی، برخی اهالی ویرجینیا یک کنوانسیون قانون اساسی برگزار نمودند که سند آن هیچگاه از سوی رأی‌دهندگان به تصویب نرسیده بود و بیشتر اهالی ویرجینیا آنرا معتبر نمی‌پنداشتند، چون تنها نمایندگان چند شهرستان معدود در این کنوانسیون قانون اساسی حضور داشتند. علی‌رغم سن نسبتاً جوان و داشتن تجربه اندک، آلان اغلب در بحث‌های کنوانسیون ۱۸۶۸ دخیل بود و نگرانی خود را در برخی موارد قانون اساسی که در نهایت تصویب گردید اظهار داشت، از جمله نگرانی وی در مورد اینکه طرفداران کنفدراسیون دوباره-آزاد شده ممکن است تلاش نمایند تا حقوق آمریکایی‌های آفریقایی‌تبار را محدود سازند. با این وجود، آلان از تصویب این سند در ۱۸۶۹ میلادی و انتخاب گیلبرت کارلتون واکر به عنوان فرماندار حمایت کرد.
با وجود اینکه وی با القاب یک «سیاستگر خوش‌نشین» و «آلنِ یانکی (اهل شمال)» یاد می‌گردید، آلان توانست در انتخابات برای کرسی دادستان مشترک‌المنافع برای شهرستان پرنس ادوارد برنده شده و برای بار دوم نیز مجدداً انتخاب گردید، وی از ۱۸۷۱ تا ۱۸۸۳ میلادی در این سمت باقی ماند. وی همچنین تا ۱۸۸۳ میلادی به عنوان منشی شورای شهری فارمفیل خدمت کرد. در همین زمان، بلاند که در کنوانسیون قانون اساسی همکار وی بود در ۱۸۶۹ میلادی از حوضه انتخابیه پرنس ادوارد و شهرستان‌های همجوار شارلوت به عنوان عضو مجلس سنای ویرجینیا انتخاب شده بود، اما وی در جریان فرو ریزی ساختمان کنگره ایالتی، به دلیل حضور بیش از حد مردم برای شنیدن تصمیم دادگاه عالی ویرجینیا در رابطه با انتخابات مورد-مناقشه شهرداری ریچموند، در ۲۷ آوریل ۱۸۷۰جان باخت.
پس از تغییر در بخشداری‌ها که متعاقب سرشماری ۱۸۷۰ (که از سوی مجلس قانون‌گذاری ۱۷۸۷۰/۷۱) انجام شد، شهرستان پرنس ادوارد با شهرستان‌های آملیا و کامبرلند به عنوان یک حوضه انتخابیه سناتوری انتخاب گردید (نه با شهرستان شارلوت). رأی‌دهندگان در ۱۸۷۴ میلادی وی را به عنوان نماینده بخشداری در مجلس سنای ویرجینیا انتخاب نمودند تا جانشین جان رابنسون گردد.: 194, 196  سی. دبلیو. بلیس در ۱۸۷۷ میلادی به‌جای آلان انتخاب گردید.: 200 
در ۱۸۸۳ میلادی، آلان پیشه حقوقی خود را در ریچموند ادامه داد، در آنجا به شکوفایی رسید و بعدتر پسرش ادگار آلان جونیور را وارد حوزه حقوق کرد، کاری که باعث شد صنعت حقوق به «آلان و آلان» معروف شود. وی در میان اجتماع آفریقایی-آمریکایی آنجا بسیار مورد تحسین قرار داشت، به‌ویژه در ۱۸۹۲ میلادی به‌خاطر وکالت از پرونده بیتی لوئیس، دختر دورگه پذیرفته‌شده یک مرد سفیدپوست کارخانه‌دار و ثروتمند که در هنگام مرگ خود گفت می‌خواهد دارایی خود را به این دخترش به ارث بگذارد، اما بدون اینکه وصیت‌نامه رسمی بنویسد درگذشت و دستورهای شفاهی وی از سوی مراجع اداری پذیرفته نمی‌شد.
آلان در حزب جمهوری‌خواه ویرجینیا (و بعدتر در حزب ریدجاستر) و همچنین در ارتش بزرگ جمهوری (GAR) فعال بود. وی در بیشتر کنوانسیون‌های ایالتی جمهوری‌خواهان شرکت کرد، در تورهای مختلف در جریان پیکارهای انتخاباتی سخنرانی نمود و در کمیته‌های اجرائی جمهوری‌خواهان در سطح شهر، شهرستان و ناحیه خدمت کرد. آلان از ۱۸۸۵ – ۱۸۸۶ میلادی به عنوان فرمانده GAR در پُست فیلیپ کارنی در ریچموند خدمت کرد، در ۱۸۸۶ میلادی معاون فرمانده GAR ملی و در ۱۸۸۷ میلادی فرمانده کل یادبود سده قانون اساسی GAR شد. از اینرو، وی در اواخر عمرش به‌جای «آلنِ یانکی» با لقب «ژنرال آلان» یاد می‌گردید.
آلان در ۱۹۰۰ میلادی خود را از حوزه انتخابیه سوم ویرجینیا (که در آن زمان تنها محدود به ریچموند می‌شد اما حالا چندین شهرستان جنوبی را در بر می‌گیرد) در مقابل عضو پیشین کنفدراسیون جان لامب نامزد کرد، اما ناموفق بود. رئیس‌جمهوری ویلیام مک‌کینلی که نیز از جمهوری‌خواهان بود، آلان را به عنوان دادستان ایالات متحده برای ناحیه شرقی ویرجینیا گماشت، اما پس از ترور مک‌کینلی، رئیس‌جمهوری تئودور روزولت انتصاب مجدد وی را رد کرد. روزولت در عوض از عضو پیشین کنفدراسیون و ریدجاستر، کامپبیل اسلمپ اهل جنوب‌غرب ویرجینیا حمایت نمود، کسی که پس از ۱۹۰۳ میلادی کنترل کامل حزب جمهوری‌خواه را در مشترک‌المنافع ویرجینیا در دست گرفته و برای چندین سال تنها عضو جمهوری‌خواه در کنگره ایالتی بود و دلیل آن تاحدی این بود که قانون اساسی مصوبه ۱۹۰۲ ویرجینیا حق رأی آفریقایی-آمریکایی‌ها و سفیدپوستان فقیر را به‌طور شدیدی محدود کرده بود.

## مرگ و میراث
آلان بنابر آشفتگی که به‌خاطر از دست دادن قدرت سیاسی خود به حزب جمهوری‌خواه شاخه اسلمپ (متحد رئیس‌جمهوری تئودور روزولت) و همچنین رنج مداوم از جراحت ناشی از جنگ داخلی و آغاز بیماری گرده تبسی (Bright's disease) داشت، یک تپانچه و فشنگ خریداری نموده و پس از نوشتن نامه‌ای در ۲۸ اکتبر ۱۹۰۴ در ریچموند، ویرجینیا خودکشی کرد. جسد وی در گورستان گلنوود در واشینگتن دی.سی. به خاک سپرده شد، جاییکه دختر وی لوتی در ۱۸۹۶ میلادی و پس از آن همسر، فرزند و سایر دختران وی تقریباً سه دهه بعد به خاک مدفون گردیدند.